# Aalenian
Aalenian este un etaj al Jurasicului mediu (Dogger), caracterizat prin cinci zone cu amoniți și lamelibranhiatul Trigonia navis. Perioada și-a dobândit numele de la orașul Aalen, situat la aproximativ 100 de km est de Stuttgart, în Germania. Orașul se află în capătul sud-vestic al munților Frankischer Jura.
În unele regiuni (de exemplu Lorena și Luxemburg), prezintă importanță prin zăcăminte de fier, constituite din bancuri de oolite feruginoase (minette).
În România aalenianul se gaseste in zona Resita-Moldova Noua,in muntii Bihorului si ai Hasmasului.
| Jurasicul timpuriu        | Jurasicul mijlociu     | Jurasicul târziu          |           |
| ------------------------- | ---------------------- | ------------------------- | --------- |
| Hettangian \| Sinemurian  | Bajocian               | Oxfordian \| Kimmeridgian |           |
| Pliensbachian \| Toarcian | Bathonian \| Callovian | Tithonian                 | Tithonian |